# Four Corners Monument
Four Corners Monument markerer det eneste sted i USA, hvor fire stater mødes. Steder ligger på Coloradoplateauet i det sydvestlige USA. Det præcise sted er 36°, 59 minutter, 56,81532 sekunders nordlig bredde, og 109°, 2 minutter, 42,62019 sekunders vestlig længde.
Ved Four Corners Monument mødes staterne Arizona, New Mexico, Colorado og Utah. Monumentet ligger inden for grænserne af Navajo Nation-indianerreservatet, og administreres af Navajo Nation Parks and Recreation. Adgangen til monumentet sker fra New Mexico, og der opkræves en entre, der tilfalder navajo-stammen. 
Der har været en officiel markering på stedet siden 1912, og i 1992 blev der etableret en granitmarkering, med en indlagt bronzeskive, der markerer det nøjagtige sted, hvor de fire stater mødes.
Omkring mindesmærket findes i dag boder, hvor lokale kunsthåndværkere fra navajo- og ute-stammerne sælger deres varer, foruden føde- og drikkevarer mm. Stedet besøges af mange turister.

## Ekstern henvisning
- Navajo Nation Parks and Recreation om Four Corners Monument Arkiveret 27. april 2009 hos  Wayback Machine

36°59′56.81532″N 109°2′42.62019″V / 36.9991153667°N 109.0451722750°V